# 劉若曾 (1860年)
劉若曾（1860年—1929年），字仲魯，直隸鹽山縣人，清末民初政治人物。

## 生平
光緒十一年（1885年）乙酉科順天鄉試第一名舉人（解元）。光緒十五年，登進士，改庶吉士。次年任翰林院編修。光緒十七年，改國史館協修官。光緒十八年，任正黃旗官學考校官、會試同考官、光緒二十年，任河南鄉試正考官。次年改翰林院撰文官。光緒二十三年，任協辦翰林院事、教習庶吉士、功臣館纂修官。光緒二十四年，任奏辦院事兼庶常館提調官。光緒二十六年，授文淵閣校理。光緒二十七年，任方略館纂修官、國史館纂修官、功臣館總纂官。光緒二十八年，任八旗學堂副總辦、湖南辰州府知府。光緒三十二年，任太常寺卿；同年改大理院少卿。宣統三年，任修訂法律大臣、內閣法制院院使、大理院卿。
中華民國成立，民國元年（1912年）12月23日，任直隸布政使。民國二年（1913年）1月28日，任内務司長、財政司長，同年7月，改署直隸民政長。民國三年（1914年）2月去職。不久，充政治會議委員；5月，任參政院參政，後來曾任公府高等顧問。民國十八年（1929年）1月5日逝世。享年69歲。

### 書目
- （清）法式善等，《清秘述聞三種》，中華書局，清代史料筆記叢刊，ISBN：ISBN 7101017428。
- 中國第一歷史檔案館藏：《清代官員履歷檔案全編》
- 《清代職官年表》